# راي هاريسون غراهام
راي هاريسون غراهام (بالإنجليزية: Ray Harrison Graham)‏ هو كاتب سيناريو بريطاني، ولد في 1962 في أكسفورد في المملكة المتحدة.